# ليفي كوفين
ليفي كوفين (بالإنجليزية: Levi Coffin)‏ (28 أكتوبر 1798 - 16 سبتمبر 1877)، صاحبي أمريكي وجمهوري، وإبطالي، ومزارع، ورجل أعمال وإنساني. كان قائدًا فعالًا في شبكة السكة الحديدية تحت الأرض في إنديانا وأوهايو، أطلق البعض على كوفين بشكل غير رسمي «رئيس السكة الحديدية تحت الأرض»، ويقدَر أن ثلاثة آلاف من العبيد الهاربين مروا من خلال رعايته. أصبح الآن منزل كوفين في مدينة فونتاين، مقاطعة واين، إنديانا متحفًا، ويسمى أحيانًا «محطة غراند سنترال تحت الأرض» للسكة الحديدية.
وُلد بالقرب مما أصبح غرينزبورو، في كارولاينا الشمالية، تعرض كوفين للعبودية كطفل وجاء لمعارضتها. هاجر أفراد أسرته إلى إنديانا في عام 1826، متجنبين تزايد اضطهاد ملاك العبيد تجاه الصاحبيين، الذين لم تسمح لهم عقيدتهم بامتلاك العبيد والذين ساعدوا الهاربين. في إنديانا، استقر كوفين قرب الطريق الوطني مع صاحبيين آخرين في مقاطعة واين، إنديانا، قرب حدود أوهايو. عمل مزارعًا، وأصبح أيضًا تاجرًا محليًا ورائدًا تجاريًا. ازداد ثراء كوفين من أعماله المختلفة التي تساعد الجيران والمسافرين في ممر العبور الهام. أصبح كوفين مستثمرًا كبيرًا ومدير فرع ريتشموند المحلي لبنك ولاية إنديانا الثاني في ثلاثينيات القرن التاسع عشر، وأصبحت ريتشموند مقعدًا في ولاية واين. ساعد مركزه المالي ومكانته في المجتمع المحلي أيضًا على توفير الغذاء والملابس والنقل لعمليات السكة الحديدية تحت الأرض في المنطقة.
بناءً على إلحاح الصاحبيين في حركة مكافحة العبودية، تحرك كوفين جنوبًا نحو مدينة سينسيناتي الساحلية الهامة عند نهر أوهايو في عام 1847، حيث كان يدير مستودعًا لا يبيع سوى السلع ذات العمالة الحرة. رغم إحراز تقدم كبير في هذا المجال، فقد أثبت مشروع العمالة الحرة أنه غير مربح، وتخلى كوفين عن المشروع بعد عقد من الزمان. في الوقت نفسه، خلال هذه الفترة بين عامي 1847 و1857، ساعد كوفين مئات من العبيد الهاربين، غالبًا عن طريق إيوائهم في منزله في أوهايو عبر النهر من كنتاكي وليس بعيدًا عن فيرجينيا، وبقيت كل منهما ولاية عبيد حتى ألغيت العبودية بعد الحرب الأهلية الأمريكية.
في العقد الأخير من عمره، سافر كوفين عبر مختلف أنحاء الغرب الأوسط، وكذلك إلى فرنسا وبريطانيا العظمى، حيث ساعد في تشكيل جمعيات مساعدات لتوفير الغذاء والكساء والأموال والتعليم للعبيد السابقين. تقاعد كوفين من الحياة العامة في سبعينيات القرن التاسع عشر، وكتب سيرة ذاتية بعنوان ذكريات لوفي كوفين، الذي نُشر في عام 1876، قبل عام من وفاته.

## نشأته وتعليمه
ولد كوفين في مزرعة في مقاطعة غويلفورد، كارولاينا الشمالية في 28 أكتوبر 1798. كان الابن الوحيد لبرودنس وليفي كوفين الأب، وكان لديه ست أخوات. كان كلا والديه من الصاحبيين المتدينين وحضرا اجتماع الصاحبي نيو غاردن التاريخي. وُلد والد كوفين في ماساتشوستس خلال ستينيات القرن الثامن عشر وهاجر من نانتوكيت إلى كارولينا الشمالية حيث عمل مزارعًا مع الصاحبيين الآخرين في المجتمع الجبلي.
كما شرح كوفين لاحقًا في سيرته الذاتية، ذكريات لوفي كوفين (1876)، ورث وجهات نظره المناهضة للرق من والديه وأجداده، الذين لم يمتكلوا عبيدًا قط. أثرت تعاليم جون وولمان (الذي اعتقد أن امتلاك العبيد أمر غير عادل) على عائلة كوفين. ربما التقى والدا كوفين بوولمان في عام 1767 في أثناء الاجتماعات الدينية التي عقدت بالقرب من منزلهما في نيو غاردن مع عائلات صاحبية أخرى غير ممتلكة للعبيد. حضر ابن عمه، فيستال كوفين، الاجتماع، وبدءًا من عام 1819 أصبح أحد أوائل الصاحبيين لمساعدة العبيد على الفرار من كارولاينا الشمالية.
تلقى كوفين القليل من التعليم الرسمي في بيته الريفي. روى كوفي كيف أصبح داعيًا لإلغاء العبودية في سن السابعة عندما سأل أحد العبيد الذي كان مقيدًا بالسلاسل لماذا كان مكبلًا. رد الرجل بأن ذلك كان لمنعه من الفرار والعودة إلى زوجته وأطفاله. أثار هذا الحدث إزعاج كوفين الذي فهم عواقب إبعاد الأب عن أسرته.
عندما بلغ سن الخامسة عشرة، كان كوفين يساعد عائلته في مساعدة العبيد على الفرار عن طريق جلب الطعام إلى الهاربين المختبئين في مزرعة عائلته. مع إنفاذ قانون الرقيق الهارب لعام 1793 القمعي بمزيد من الصرامة، احتاجت أسرة كوفين إلى زيادة السرية التي ساعدت بموجبها العبيد الفارين، إذ قاموا بمعظم أنشطتهم غير القانونية ليلًا. تفاقمت الرقابة المحلية على دعاة إبطال العبودية المعروفين مع إقرار كارولينا الشمالية لقوانين السود لعام 1804. بحلول أوائل عشرينيات القرن التاسع عشر، كان الصاحبيون في كارولينا الشمالية يتعرضون للاضهاد الصريح من قبل أولئك الذين اشتبهوا في مساعدتهم على هروب العبيد. مع ذلك، في عام 1821، أنشأ كوفين وابن عمه، فيستال، مدرسة الأحد لتعليم العبيد قراءة الكتاب المقدس. أثبتت الخطة أنها قصيرة الأجل، وسرعان ما أجبر ملاك العبيد المدرسة على إغلاقها.
مع تفاقم الاضطهاد، غادر آلاف الصاحبيون ولاية كارولينا الشمالية إلى ما كان الإقليم الشمالي الغربي في طفولة كوفين، حيث كانت العبودية ممنوعة منذ تأسيس البلد، ثم أكدته الولايات التي أنشئت هناك. بالإضافة إلى ذلك، كانت الأراضي أقل تكلفة. (كان مجتمعًا صاحبيًا كبيرًا -الذي استقر بالفعل في ما أصبح أوهايو وإنديانا- يتمتع بنفوذ كبيرة في تأمين حظر إقليمي للعبودية). في عام 1822، رافق كوفين بنجامين وايت إلى إنديانا. ظل مع وايت لمدة سنة تقريبًا. لدى عودته إلى كارولينا الشمالية، أبلغ كوفين عن الرخاء في إنديانا. اقتناعًا منه بأن الصاحبيين وملاك العبيد لا يمكنهم التعايش، قرر كوفين الانتقال إلى إنديانا.

## زواجه وعائلته

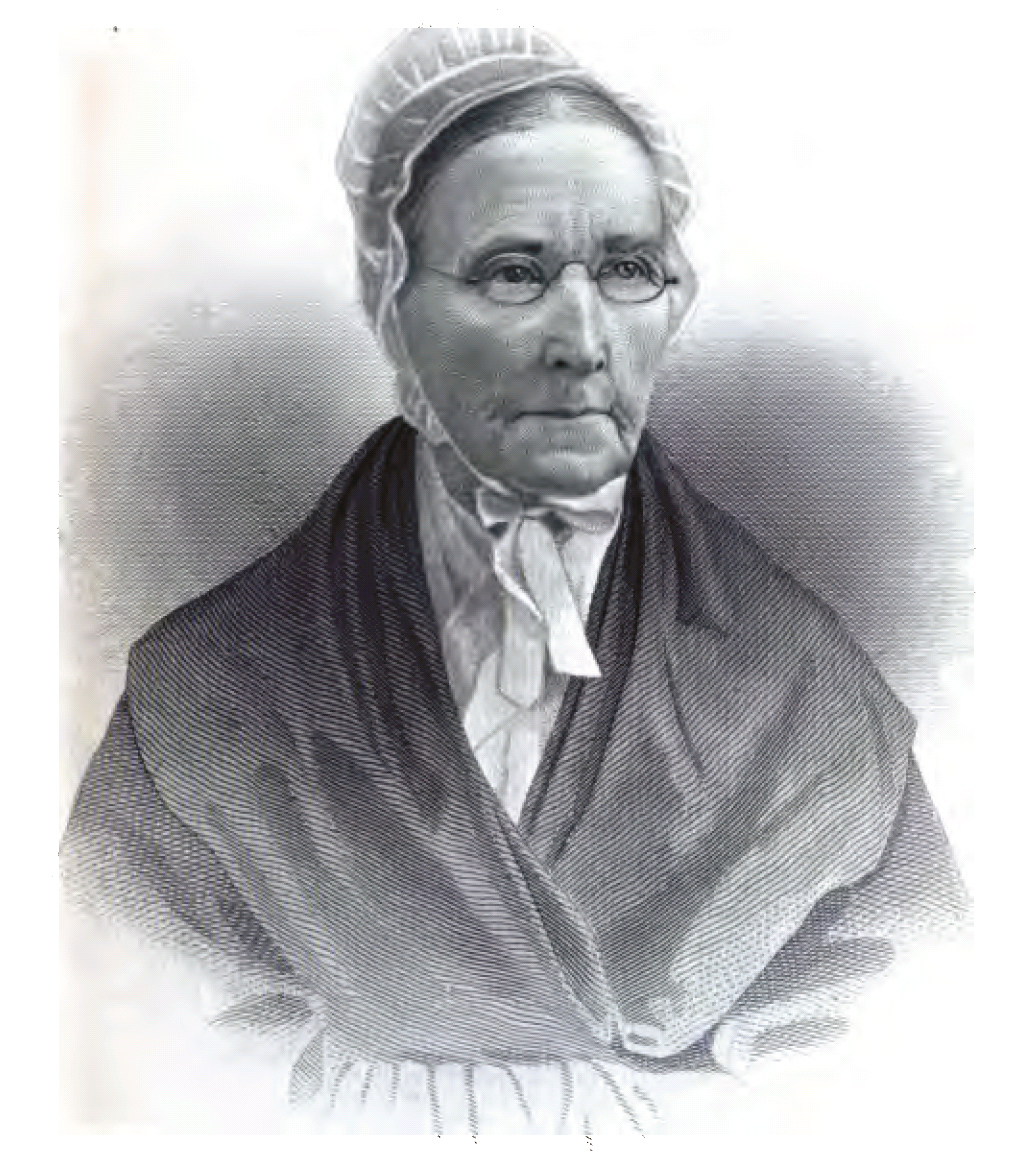
كاثرين وايت كوفين ، زوجة ليفي كوفين

في 28 أكتوبر 1824، تزوج كوفين صديقته منذ وقت طويل، كاثرين وايت، في ملتقى صاحبي هوبويل في كارولينا الشمالية. ربما ساعدت عائلة كاثرين العبيد على الهرب، ومن المحتمل أنها التقت بكوفين بسبب هذا النشاط.
أجل الزوجان انتقالهما إلى إنديانا بعد أن أصبحت كاثرين حاملًا بجيس، ابنهما الأول من بين أبنائهما الستة، الذي ولد في عام 1825. انتقل والدا كوفين إلى إنديانا في عام 1825، وتبع كل من ليفي، وكاثرين، وابنهما الرضيع والديه إلى إنديانا في وقت لاحق من ذلك العام. في عام 1826 استقروا في نيوبورت (مدينة فونتاين الآن)، في مقاطعة واين، إنديانا.
كزوجها، ساعدت كاثرين بنشاط العبيد الهاربين، شمل ذلك توفير الطعام، والملابس، والملاذ الآمن في منزل كوفين. علق ليفي على عمل زوجته الإنساني، «لم يضجر تعاطفها مع الذين يعانون من محنة أبدًا، ولم تخف جهودها من أجل ذلك أبدًا».

## وصلات خارجية
- ليفي كوفين على موقع الموسوعة البريطانية (الإنجليزية)
- ليفي كوفين على موقع إن إن دي بي (الإنجليزية)